# Maison Delune
Ne doit pas être confondu avec Maison Aimable Delune.
La Maison Delune également appelée le Château (ou le Château Feys, du nom de l'un de ses propriétaires) est probablement la réalisation la plus connue de l'architecte Léon Delune. Elle est située au n°86 de l'actuelle avenue Franklin Roosevelt à Bruxelles.

## Histoire

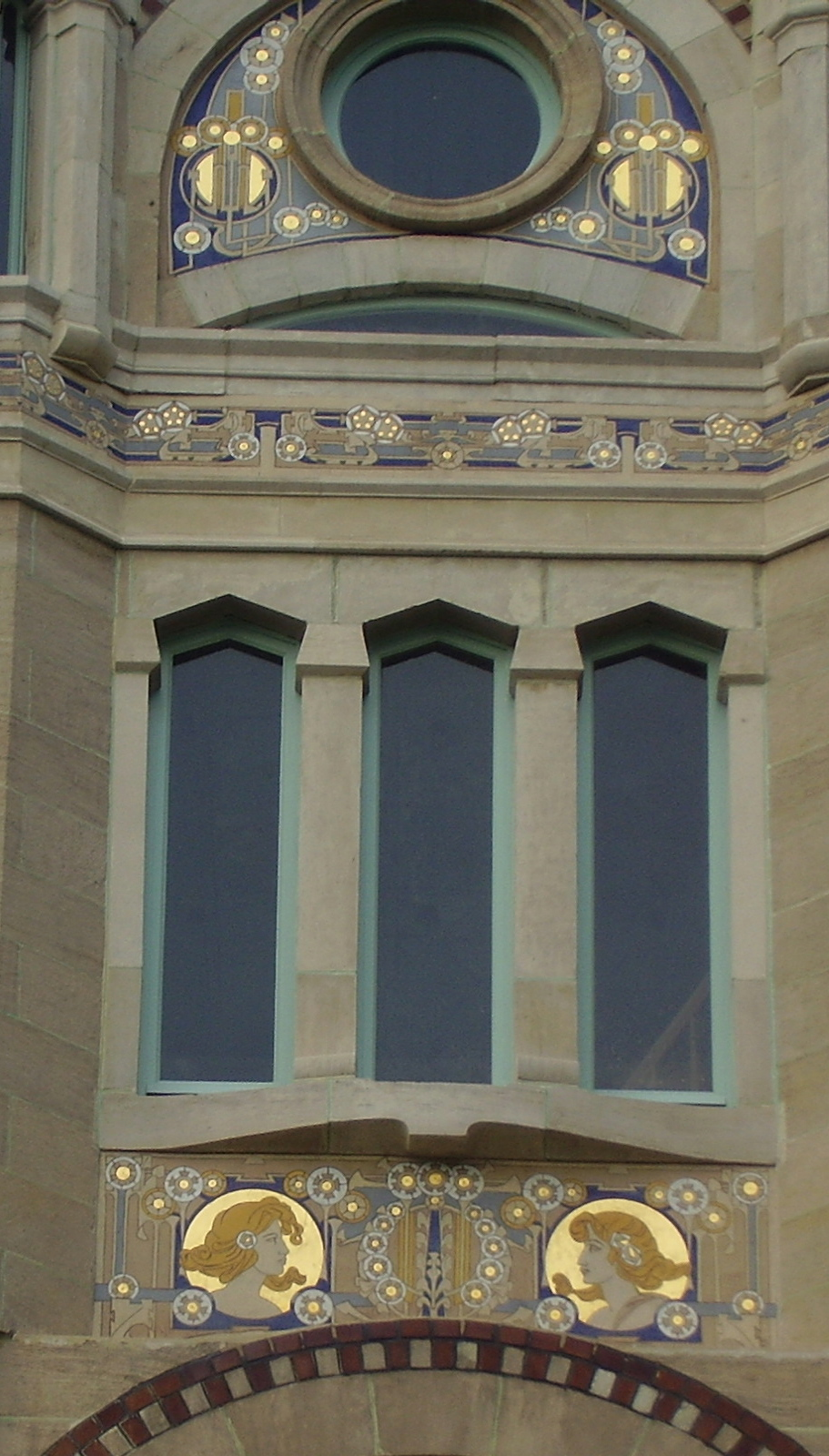
Sgraffites de Paul Cauchie.

Cette construction est le résultat d'un étonnant mélange des styles, Art nouveau et éclectique avec des influences byzantines. L'histoire de sa construction et de son utilisation est à la hauteur de l'impression de mystère qu'elle suscite. 
Elle a été construite en 1904 dans la perspective de l'organisation de l'Exposition universelle de Bruxelles de 1910. Bien que le site définitif  de l'exposition ne soit pas encore fixé à l'époque, le plateau du Solbosch alors situé en pleine campagne semblait être  un lieu probable. Le tracé des voies n'étant pas encore établi, la maison est conçue avec une entrée sur chaque façade.
La commanditaire décède cependant en 1907 et la maison est rachetée par la famille Feys. Des nombreux bâtiments et pavillons construits pour l'exposition, la Maison Delune est l'unique vestige. Durant celle-ci, elle est louée et sert de cabaret, où, tous les soirs, les visiteurs découvriront pour la première fois en Belgique, le jazz ragtime joué par un groupe afro-américain le Negros américain minstlers d'Alabama U.S.A.. Elle échappe au terrible incendie qui ravage l'exposition les 14 et 15 août 1910. 
Vers 1920, le propriétaire, René Feys, fait effectuer certaines transformations à la façade arrière par l'architecte Georges Hobé. Il s'expatrie pour les États-Unis avant le début de la Seconde Guerre mondiale. Durant celle-ci, la maison est occupée par un détachement de l'armée allemande.
Après la Libération, la maison est abandonnée et pillée à plusieurs reprises, les éléments de décoration intérieure, jusqu'aux cheminées et parquets disparaissent alors. Elle est squattée et sert de lieu de soirées aux étudiants de l'université voisine. Des rumeurs courent également sur l'utilisation peu recommandable des deux niveaux de caves, trafic d'armes et messes noires.
Même l'aigle doré en fonte, qui pèse pourtant 350 kilogrammes, a été volé et heureusement retrouvé chez un brocanteur en 1999.
Ce n'est qu'en 1994 qu'une procédure de classement est entamée par la Région de Bruxelles-Capitale.
La restauration par l'architecte Francis Metzger, elle aussi mouvementée et plusieurs fois interrompue, n'est achevée qu'en 2005. Un heureux hasard permit de découvrir dans le grenier  de la Maison Cauchie les projets originaux des sgraffites  réalisés par Paul Cauchie pour la Maison Delune, ce qui permit de les refaire à l'identique.
L'écrivain bruxelloise Jacqueline Harpman y situe le déroulement de son roman « Le bonheur dans le crime ».